# Тънкослойна фотоволтаика
Тънкослойни фотоволтаици са нова технология за алтернативна енергия и второ поколение фотоволтаични клетки.

## История
Първите тънкослойни фотоволтаични панели са представени през 1980 година от Университета в Делауеър. Ефективността на първите произведени клетки е 10%. Няколко години по-късно този вид фотоволтаици влиза в производство. В Европа, Италия е един от най-големите производители на гъвкави фотоволтаични панели.

## Материали
Обикновено клетките се поставят в гъвкави корпуси (в повечето случаи стъкло). Най-често използваните материали са аморфен силиций, въглерод, кадмиев телурид, мед-галий-индиев селенид (CIGS) и други. Клетките се изграждат чрез нанасянето на чувствителния материал под формата на тънки слоеве върху подходяща подложка.